# آلدیا د فونته کاراسکا
آلدیا د فونته کاراسکا (به اسپانیایی: Aldea de Fuente Carrasca) یک منطقهٔ مسکونی در اسپانیا است که در استان آلباسته واقع شده‌است.